# Pafnutij L'vovič Čebyšëv
Pafnutij L'vovič Čebyšëv (in russo Пафнутий Львович Чебышёв?; Akatovo, 16 maggio 1821 – San Pietroburgo, 8 dicembre 1894) è stato un matematico e statistico russo.
Egli è considerato uno dei padri fondatori della grande scuola matematica russa. Tra i suoi allievi presso l'Università di San Pietroburgo vanno menzionati Dmitrij Grave, Aleksandr Korkin, Aleksandr Ljapunov, Egor Zolotarëv, Andrej Markov padre e Konstantin Posse.
I polinomi di Čebyšëv gli devono il nome, così come esiste una famiglia di filtri elettronici analogici chiamati filtri di Čebyšëv. Egli è altresì noto per i suoi risultati nell'ambito della probabilità e della statistica, dove tra l'altro riscoprì, indipendentemente da Bienaymé (di cui però divenne amico), quella che ora è chiamata disuguaglianza di Čebyšëv.
Il suo nome si trova traslitterato in vari altri modi: Chebychev e Chebyshov in inglese; Cebisceff e Chebycheff in italiano; Tchebycheff e Tschebyscheff in francese; Tchebychev, Tschebyschow e Tschebyscheff in tedesco.

## Biografia

### Giovane età
Uno di nove figli, Čebyšëv nacque nel paese di Okatovo, nella regione di Kaluga. Suo padre, Lev Pavlovič, era un nobile russo e un ricco proprietario terriero. Pafnutij L'vovič fu dapprima istruito a casa da sua madre Agrafena Ivanovna (nella scrittura e nella lettura) e poi da sua cugina Avdotja Kvintillianovna Suchareva (nel francese e nell'aritmetica). Čebyšëv ricordava che anche la sua maestra di musica aveva giocato un ruolo importante nella sua istruzione, in quanto "ha sollevato la sua mente all'esattezza e all'analisi".
Un handicap fisico (di causa sconosciuta) colpì l'adolescenza e lo sviluppo di Čebyšëv. Fin dalla fanciullezza zoppicava e camminava con un bastone; di conseguenza i suoi genitori abbandonarono l'idea che potesse diventare un ufficiale, proseguendo una tradizione di famiglia. La sua disabilità impedì di prendere parte a molti dei giochi da bambini, ma lo indusse a dedicarsi alla passione della sua vita, la costruzione delle macchine.
Nel 1832, la sua famiglia si trasferì a Mosca, soprattutto per sostenere l'istruzione dei figli maggiori Pafnutij e Pavel (che sarebbe divenuto avvocato). L'istruzione di Pafnutij L'vovič continuò a casa e i suoi genitori ingaggiarono insegnanti di eccellente reputazione, tra cui (per matematica e fisica) P. N. Pogorelskij, ritenuto uno dei migliori docenti a Mosca e che in particolare aveva insegnato allo scrittore Ivan Sergeevič Turgenev.

### Studi universitari
Nell'estate 1837, Čebyšëv superò gli esami di ammissione e, nel settembre dello stesso anno, cominciò i suoi studi matematici all'Università di Mosca. Tra i suoi insegnanti ci furono Nikolaj Dmitrievič Brašman, N. E. Zernov e D. M. Perevoščikov; sembra chiaro che tra questi docenti fu Brashman ad avere l'influenza maggiore su Čebyšëv Brašman lo istruì nella meccanica concreta e probabilmente gli presentò lavori dell'ingegnere francese Jean-Victor Poncelet.
Nel 1841 Čebyšëv fu premiato con la medaglia d'argento per il suo lavoro sul "calcolo delle radici di un'equazione" che aveva terminato nel 1838. In esso, Čebyšëv derivò un algoritmo per la soluzione approssimata di equazioni algebriche di grado n basate sul metodo di Newton (metodo delle tangenti). Nello stesso anno terminò i suoi studi essendo valutato come il candidato più eminente.
Nel 1841, la situazione finanziaria di Čebyšëv cambiò drasticamente. La Russia venne colpita da una carestia e i suoi genitori furono costretti a lasciare Mosca. Sebbene essi non potessero più sostenere il figlio, egli continuò i suoi studi matematici e si preparò per gli esami di laurea che durarono sei mesi. Čebyšëv superò l'esame finale nell'ottobre del 1843 e nel 1846 presentò la sua dissertazione dal titolo "Un saggio sull'analisi elementare della Teoria della Probabilità". Il suo biografo Prudnikov ritiene che Čebyšëv fu indirizzato a questo argomento dalla lettura di libri che erano stati pubblicati di recente sopra la teoria della probabilità o sulle entrate del settore assicurativo russo.

### Età adulta
Nel 1847, Čebyšëv promosse la sua tesi pro venia legendi dal titolo "Sull'integrazione con l'aiuto dei logaritmi" all'Università di San Pietroburgo e di conseguenza ottenne il diritto di insegnare in quella sede come lettore. In quel tempo, alcuni dei lavori di Eulero furono scoperti da P. N. Fuss e Viktor Jakovlevič Bunjakovskij incoraggiò Čebyšëv a studiarli. Queste letture ebbero molta influenza sul lavoro di Čebyšëv. 
Nel 1848, Čebyšëv presentò il suo lavoro La Teoria delle Congruenze per il dottorato di ricerca, che ha sostenuto nel maggio 1849.
Nel 1850 fu eletto Professore straordinario all'Università di San Pietroburgo e nel 1860 fu nominato professore ordinario; dopo 25 anni di insegnamento, divenne professore emerito nel 1872. Nel 1882 lasciò l'università per dedicare tutte le sue energie alla ricerca.
Durante la sua attività di lettore universitario (1852-1858), Čebyšëv insegnò anche meccanica pratica al Liceo Alexander in Carskoe Selo (ora Puškin), un sobborgo a sud di San Pietroburgo.
I suoi risultati scientifici hanno avuto come conseguenza nel 1856 la sua elezione come accademico aggiunto. Successivamente diventò membro straordinario (1856) e poi ordinario (1858) dell'Accademia Russa di Scienze. Nello stesso anno divenne membro onorario dell'Università di Mosca. Nel 1856, Čebyšëv divenne membro del comitato scientifico del Ministero dell'istruzione nazionale. Nel 1859, divenne un membro ordinario del dipartimento di artiglieria dell'accademia, mettendosi a capo della commissione per le questioni matematiche legate all'artiglieria e agli esperimenti legati alla balistica. L'Accademia di Parigi elesse Čebyšëv membro corrispondente nel 1860. Nel 1893, fu eletto membro onorario della Società matematica di San Pietroburgo, che era stata fondata tre anni prima.
Čebyšëv morì a San Pietroburgo il 26 novembre del 1894.
A Pafnutij L'vovič Čebyšëv la UAI ha intitolato il cratere lunare Čebyšëv.

## Contributi matematici
Čebyšëv è noto per il suo lavoro nel campo della probabilità, statistica e teoria dei numeri. La Disuguaglianza di Čebyšëv afferma che se {\displaystyle X} è una variabile casuale con deviazione standard σ, la probabilità che il risultato di {\displaystyle X} sia distante più di {\displaystyle a\sigma } dal suo valor medio è al massimo {\displaystyle 1/a^{2}}:
{\displaystyle \Pr(|X-{\mathbf {E} }(X)|\geq a\,\sigma )\leq {\frac {1}{a^{2}}}.}
La disuguaglianza di Čebyšëv è usata per provare la legge debole dei grandi numeri.
Il teorema di Bertrand-Čebyšëv (1845/1850) afferma che per ogni {\displaystyle n>1}, esiste almeno un numero primo {\displaystyle p} tale che {\displaystyle n<p<2n}. Esso è una conseguenza della disuguaglianza di Čebyšëv per il numero {\displaystyle \pi (x)} (che denota il numero dei numeri primi minori di {\displaystyle x}), la quale afferma che {\displaystyle \pi (x)} è dell'ordine di {\displaystyle x/\log(x)}. Un enunciato più preciso è dato dal famoso teorema dei numeri primi: il quoziente delle due espressioni tende a 1 quando {\displaystyle n} tende a infinito.
Il Bias di Chebyshev è il fenomeno per cui i numeri primi inferiori a un dato numero che sono della forma {\displaystyle 4k+3} sono per la maggior parte delle volte più numerosi di quelli della forma {\displaystyle 4k+1}, nonostante il loro limite sia lo stesso.

## Eredità
Čebyšëv è considerato il padre fondatore della matematica russa. Tra i suoi ben noti studenti ci furono i prolifici matematici Dmitrij Grave, Aleksandr Nikolaevič Korkin, Aleksandr Lyapunov e Andrej Andreevič Markov. Secondo il Mathematics Genealogy Project, Čebyšëv ha circa 5000 "discendenti" matematici.
Il cratere Čebyšëv sulla Luna e l'asteroide 2010 Chebyshev sono stati così denominati in suo onore.